# 放射能X
『放射能X』（ほうしゃのうエックス、原題：Them!）は、1954年公開の映画。ゴードン・ダグラス監督、ワーナー・ブラザース製作。1950年代に人気を集めた「放射能の影響で巨大化した怪物」を扱った映画の1つであり、第27回アカデミー賞の特殊効果賞にノミネートされた。

## あらすじ
ニューメキシコの町で惨殺事件や失踪が発生。それは放射線による突然変異で誕生した巨大アリの仕業だった。

## 巨大アリ
キャンピノータス・ヴィキーナスと呼ばれるアリが放射線の影響で突然変異し、2.7メートル以上に巨大化した怪物。日中は地下の巣穴に潜む夜行性であり、仲間とは甲高い摩擦音を立てて交信する。性格は極めて凶暴であり、人間も餌食とするほか、砂糖を好む。多くのアリ同様、雄アリと生まれたばかりの女王アリは翅で飛翔し、生息域を広げる。幼虫や蛹の時期は無く、卵から成虫が孵化する。
外皮は拳銃弾程度なら弾き返すが、サブマシンガンでは致命傷となり得る。強力な武器となる大顎はもとより、腹部先端の毒針も強力であり、これを人体に突き刺して蟻酸を注入して毒殺する。
弱点は触角であり、拳銃弾が通じるほど脆く、損失すると動きが鈍る。また、炎に弱い。

## キャスト
※括弧内は日本語吹替（初回放送1972年7月28日『ゴールデン洋画劇場』）
- ベン・ピーターソン：ジェームズ・ホイットモア（内海賢二）
- ハロルド・メドフォード：エドマンド・グウェン（松村彦次郎）
- パット・メドフォード：ジョーン・ウェルドン（山崎左度子）
- ロバート・グラハム：ジェームズ・アーネス（羽佐間道夫）
- オブライエン：オンスロー・スティーブンス（大木民夫）
- 通信室の陸軍軍曹：レナード・ニモイ

## スタッフ
- 製作 - デヴィッド・ウェイスバート
- 監督 - ゴードン・ダグラス
- 脚本 - テッド・シャードマン、ラッセル・ヒューズ
- 原案 - ジョージ・イェーツ
- 撮影 - シド・ヒコックス
- 編集 - トーマス・ライリー
- 音楽 - ブロニスラウ・ケイパー
- 特撮 - ラルフ・エヤーズ